# Vinodol (Slowakei)
Vinodol ist eine Gemeinde im Westen der Slowakei mit 2034 Einwohnern (Stand 31. Dezember 2024). Sie liegt im Okres Nitra, einem Landkreis des Nitriansky kraj.

## Geographie

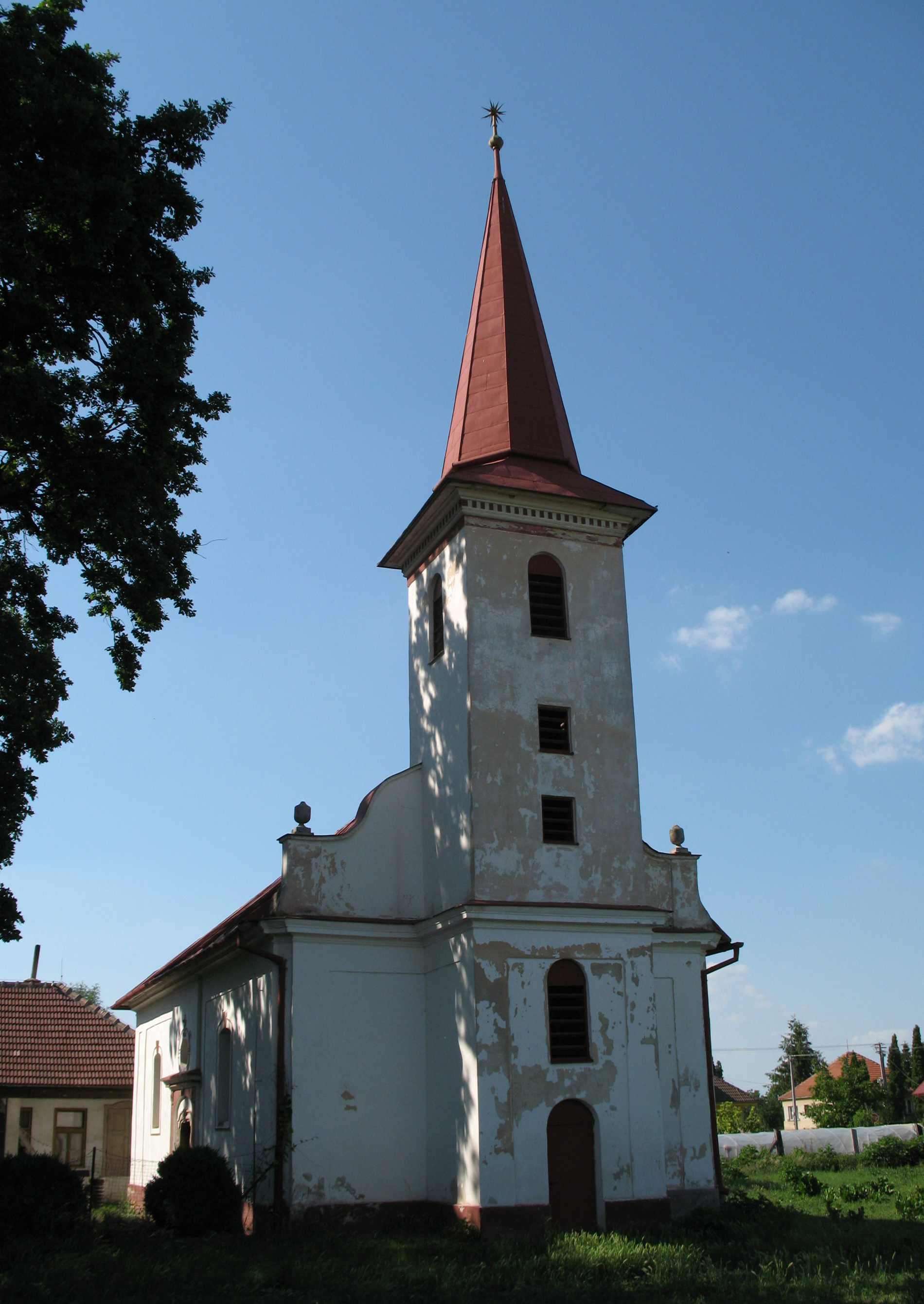
Reformierte Kirche im Ortsteil Dolný Vinodol

Vinodol liegt im Donauhügelland am linken Ufer des Flusses Nitra. Das auf einer Höhe von 130 m n.m. liegende Ortszentrum liegt 18 Kilometer südlich von Nitra und 10 Kilometer nordöstlich von Šurany.

## Geschichte
Die heutige Gemeinde entstand 1960 durch Zusammenschluss der Orte Dolný Vinodol (bis 1948 „Dolný Sileš“; deutsch Untersillesch, ungarisch Alsószőlős) und Horný Vinodol (bis 1948 „Horný Sileš“; deutsch Obersillesch, ungarisch Felsőszőlős), die bis heute Gemeindeteile bleiben. Der Name bedeutet so viel wie „Weintal“.
Der ursprüngliche Ort wurde zum ersten Mal 1113 als Zoulos schriftlich erwähnt.

## Bevölkerung
| Jahr                | 1994 | 2004    | 2014    | 2024    |
| ------------------- | ---- | ------- | ------- | ------- |
| Anzahl der Personen | 1729 | 1891    | 1983    | 2034    |
| Unterschied         |      | +9,36 % | +4,86 % | +2,57 % |

| Jahr                | 2023 | 2024    |
| ------------------- | ---- | ------- |
| Anzahl der Personen | 2046 | 2034    |
| Unterschied         |      | −0,58 % |

Ergebnisse der Volkszählung 2001 (1851 Einwohner):
| Nach Ethnie: - 92,92 % Slowaken - 3,62 % Magyaren - 2,43 % Zigeuner - 0,27 % Tschechen | Nach Religion: - 92,49 % römisch-katholisch - 1,57 % keine Angaben - 1,19 % konfessionslos - 0,22 % evangelisch |

## Sehenswürdigkeiten
- klassizistische reformierte Kirche von 1790 (Ortsteil Dolný Vinodol)
- neobarocke römisch-katholische Kirche von 1896 (Ortsteil Horný Vinodol)